# Terje Hauge

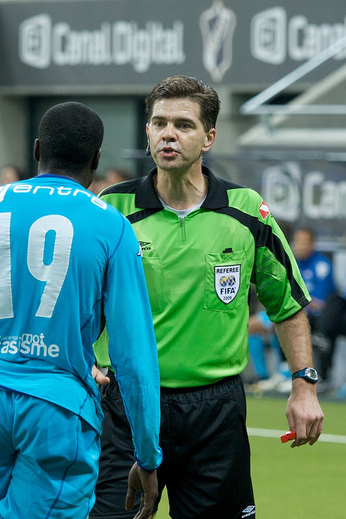
Terje Hauge (2009)

Terje Hauge (* 5. Oktober 1965 in Bergen) ist ein ehemaliger norwegischer Fußballschiedsrichter.

## Laufbahn
1990 begann Hauge seine Karriere beim norwegischen Club Olsvik IL und wurde nur drei Jahre später von der FIFA aufgenommen. Im Jahre 2000 durfte er die Europameisterschaft als vierter Schiedsrichter miterleben. Zwei Jahre später nahm er an der Weltmeisterschaft in Japan und Südkorea teil. Bei der Europameisterschaft im Jahr 2004 war er ebenfalls mit von der Partie. Im Jahre 2006 nahm er überraschend nicht bei der FIFA-Weltmeisterschaft in Deutschland teil.
Im Jahre 2004 bekam er den Kniksen Award, für den besten Schiedsrichter in Norwegen.
Am 27. August 2004 leitete er die Partie im UEFA Super Cup zwischen dem FC Porto und dem FC Valencia. Seinen größten Höhepunkt in der Karriere hatte Hauge im Jahre 2006, als er das Finale in der Champions League zwischen dem FC Barcelona und Arsenal London leiten durfte. Er verwies dabei den deutschen Torhüter Jens Lehmann wegen einer Notbremse des Feldes.
Hauge ist Familienvater und arbeitet hauptberuflich im Gesundheitsamt.

## Statistik
- Weltmeisterschaften, 2002 in Südkorea und Japan (1 Spiel, 2 gelbe Karten)
- WM-Qualifikation in Europa (4 Spiele, 10 gelbe Karten und eine gelbrote Karte)
- EM in Portugal (2 Spiele, 9 gelbe Karten und eine rote Karte)
- EM-Qualifikation (5 Spiele, 19 gelbe Karten)
- Champions League (34 Spiele, 118 gelbe Karten, 2 gelbrote Karten, und 2 rote Karten)
- Champions League Qualifikation (2 Spiele, 7 gelbe Karten)
- Uefa-Pokal (1 Spiel, 4 gelbe Karten)